# Cape Leveque
Cape Leveque är en udde i Australien. Den ligger i kommunen Broome och delstaten Western Australia, omkring 1 900 kilometer nordost om delstatshuvudstaden Perth.
Trakten runt Cape Leveque är nära nog obefolkad, med mindre än två invånare per kvadratkilometer.. Det finns inga samhällen i närheten. 
I omgivningarna runt Cape Leveque växer huvudsakligen savannskog. Savannklimat råder i trakten. Genomsnittlig årsnederbörd är 1 511 millimeter. Den regnigaste månaden är januari, med i genomsnitt 425 mm nederbörd, och den torraste är september, med 1 mm nederbörd.